# Santibáñez de Ecla

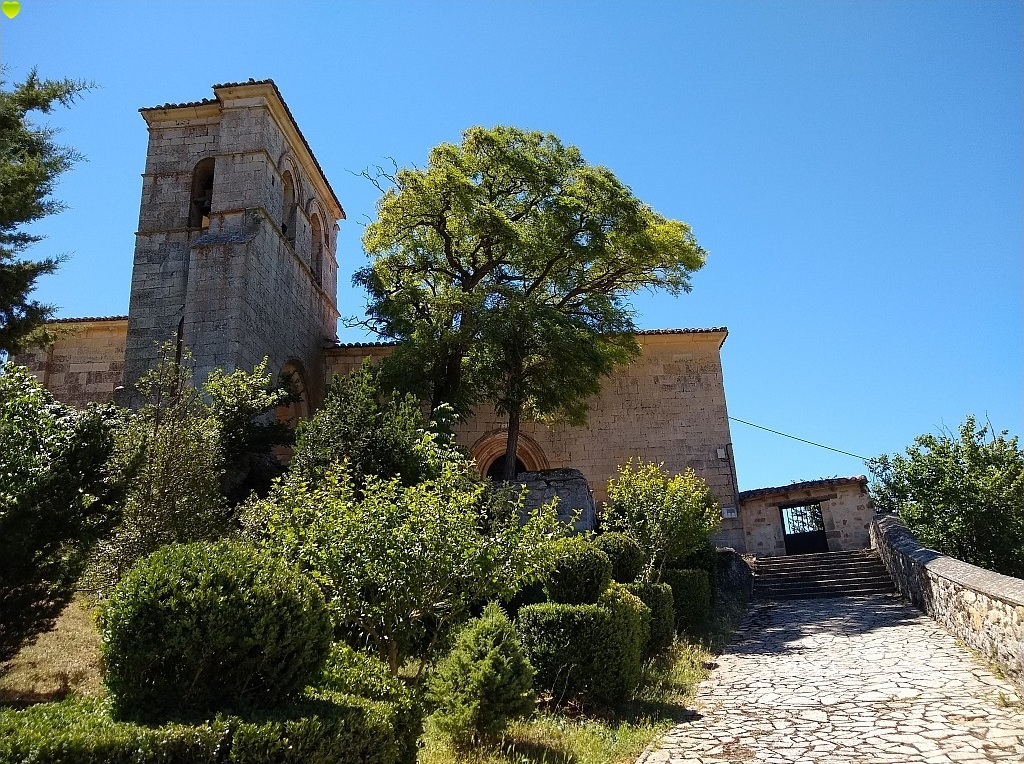
Iglesia de San Juan

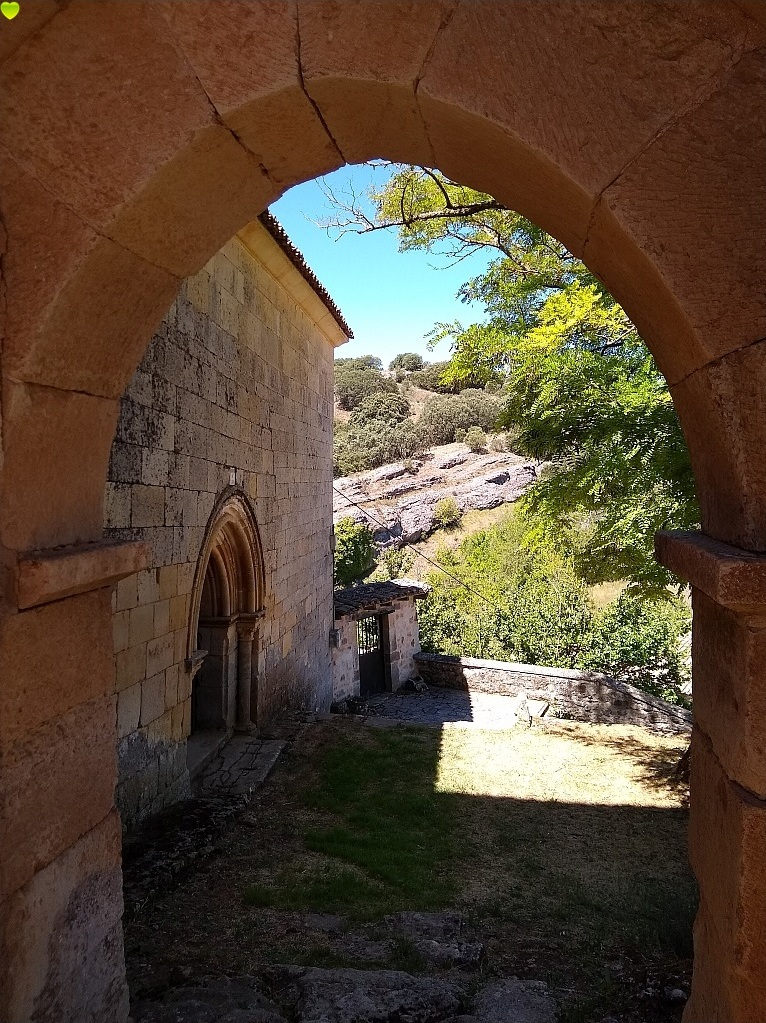
Iglesia de San Juan. Detalle

Santibáñez de Ecla es un municipio, una pedanía y también una localidad de la provincia de Palencia, comunidad autónoma de Castilla y León, España. Desde 2017, el municipio se encuentra incluido en el Geoparque Las Loras, el primer geoparque de la Unesco en Castilla y León.

## Geografía humana

### Demografía
Cuenta con una población de 42 habitantes (INE 2024).
| Gráfica de evolución demográfica de Santibáñez de Ecla entre 1842 y 2021 |
| |
| Población de derecho según los censos de población del INE Población de hecho según los censos de población del INEEntre el censo de 1857 y el anterior, crece el término del municipio porque incorpora a 345103 (San Andrés del Arroyo) y 345143 (Villaescusa de Ecla) |

| 1910 | 1920 | 1930 | 1940 | 1950 | 1960 | 1970 | 1981 | 1991 | 2005 | 2014 | 2017 | 2018 | 2021 |
| 293  | 373  | 311  | 297  | 304  | 308  | 266  | 206  | 137  | 115  | 65   | 58   | 52   | 48   |

Localidad situada en el Camino Lebaniego Castellano

## Geografía
Su término municipal incluye las pedanías de San Andrés de Arroyo y Villaescusa de Ecla.

## Monumentos y lugares de interés
Destaca el monasterio cisterciense de San Andrés de Arroyo. En la localidad también se encuentra la Iglesia de San Juan construida a comienzos del siglo XIV y con elementos tardorrománicos.

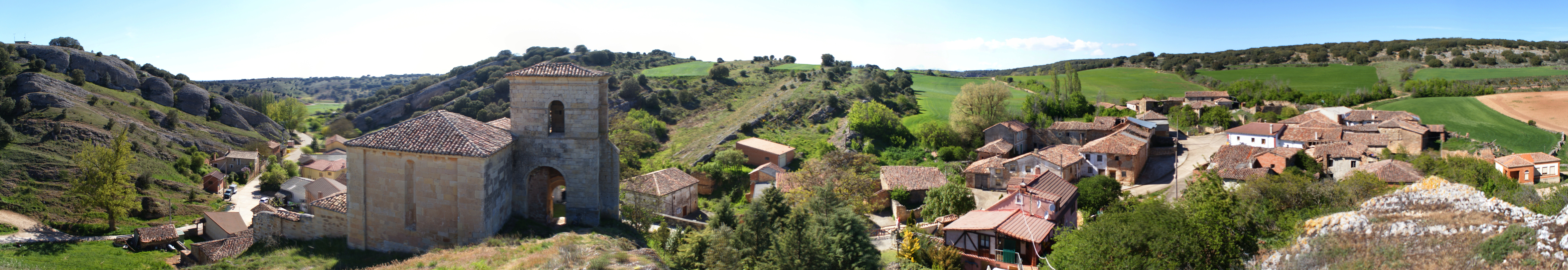
Panorámica del municipio.